# Кукаринский сельский округ
Кукаринский сельский округ — упразднённая административно-территориальная единица, существовавшая на территории Можайского района Московской области в 1994—2006 годах.
Кукаринский сельсовет был образован в 1923 году в составе Кукаринской волости Можайского уезда Московской губернии из части упразднённого Исавицкого с/с.
В 1926 году Кукаринский с/с включал деревни Кукарино и Новая, хутора Волгин и Охо, а также железнодорожные будки № 6, 73а, 74, 75, 76 и 76а.
В 1929 году Кукаринский сельсовет вошёл в состав Можайского района Московского округа Московской области.
5 апреля 1936 года к Кукаринскому с/с были присоединены селения Исавицы и Марфин-Брод упразднённого Ильинского с/с.
14 июня 1954 года к Кукаринскому с/с был присоединён Криушинский с/с.
22 июня 1954 года из Кукаринского с/с в Аксановский сельсовет были переданы селения Блазново и Ильинское. Одновременно из Павлищевского с/с в Кукаринский были переданы селения Ильинская Слобода, Тетерино и Тихоново.
21 мая 1959 года к Кукаринскому с/с были присоединены селения Блазново, Бодня, Горошково и Ильинка упразднённого Аксановского с/с.
1 февраля 1963 года Можайский район был упразднён и Кукаринский с/с вошёл в Можайский сельский район. 11 января 1965 года Кукаринский с/с был возвращён в восстановленный Можайский район.
5 августа 1968 года из Кукаринского с/с в Бородинский был передан жилой посёлок ИТК № 5.
3 февраля 1994 года Кукаринский с/с был преобразован в Кукаринский сельский округ.
В ходе муниципальной реформы 2004—2005 годов Кукаринский сельский округ прекратил своё существование как муниципальная единица. При этом его населённые пункты были разделены между городским поселением Можайск, сельским поселением Бородинское и сельским поселением Горетовское.
29 ноября 2006 года Кукаринский сельский округ исключён из учётных данных административно-территориальных и территориальных единиц Московской области.